# مارکو مارتینی
مارکو مارتینی (انگلیسی: Marco Martini؛ زادهٔ ۱۲ آوریل ۱۹۷۹) بازیکن فوتبال اهل ایتالیا است.
از باشگاه‌هایی که در آن بازی کرده‌است می‌توان به باشگاه فوتبال پروجا، باشگاه فوتبال آلساندریا، باشگاه فوتبال فروزینونه، باشگاه فوتبال پادوا، باشگاه فوتبال رجانا، باشگاه فوتبال دلفینو پسکارا، و باشگاه فوتبال پرو ورچلی اشاره کرد.